# Чесно
«Чесно» — громадський рух, започаткований 29 жовтня 2011 року під час акції «Фільтруємо парламент за 24 години» — за рік до парламентських виборів, що пройшли 2012 року.
Рух залучає громадян до боротьби з політичною корупцією та контролю влади, зберігає політичну пам'ять та допомагає зробити поінформований вибір. Символом руху обрано часник, як засіб дезінфекції та боротьби з «нечистою силою» у політиці. До грудня 2019 року рух входив до ГО «Центр UA», а з 2020 року існує як самостійна громадська організація, керівником якої є Віта Думанська.

## Діяльність

### Кампанії

#### «Фільтруй раду»
9 грудня 2011 року рух ініціював кампанію «Фільтруй раду». Учасники руху спільно з журналістами та активістами перевіряли депутатів на відповідність критеріям доброчесності, які визначив сам рух: незмінність політичної позиції відповідно до волевиявлення виборців, непричетність до корупції, прозорість доходів та майна, відповідність їх способу життя, відсутність фактів порушень прав і свобод людини, особисте голосування в парламенті, участь у засіданнях парламенту та роботі комітетів. До кампанії долучилися активісти дванадцяти громадських організацій, зокрема Світлана Заліщук, Олег Рибачук, ГО Центр UA, Ірина Бекешкіна, (Фонд «Демократичні ініціативи»), Мирослав Маринович. Також ініціативу підтримав Любомир Гузар, В'ячеслав Брюховецький, Андрій Куликов, Павло Шеремет та російський опозиціонер Борис Нємцов.
Першим координатором ЧЕСНО на Херсонщині була Катерина Гандзюк, яка загинула внаслідок нападу 2018 року.
Аналітична команда руху під час кампанії перевірила 450 народних депутатів та 2500 кандидатів у депутати. Було виявлено понад 900 порушень. Паралельно учасники руху створили інструмент вимірювання доброчесності політиків — «чеснометр».
15 липня, у співпраці з рухом «Чесно», на телеканалі ZIK стартував спеціальний проєкт «Чесно. Фільтруй Раду!», в рамках якого кандидати в депутати фактично проходили люстрацію в прямому ефірі.
23 липня 2012 року рух оприлюднив результати моніторингу, згідно з яким усім критеріям доброчесності відповідали тільки три депутати чинної Верховної Ради: Микола Томенко, Олександр Гудима та Володимир Лановий. Також моніторинг виявив, що 17 депутатів за свою каденцію порушили тільки один з 6 критеріїв — щодо особистого голосування. За результатами кампанії деякі кандидати не потрапили у партійні списки партії УДАР, а об'єднана опозиція взяла на себе зобов'язання щодо дотримання критеріїв «Чесно» у парламенті.

#### «Боротьба з кнопкодавством»
Учасники руху пропонували запровадити в парламенті сенсорну кнопку, яка унеможливить неперсональне голосування. Після запровадження сенсорної кнопки рух зафіксував факти кнопкодавства на рівні комітетів парламенту, де були факти неперсонального голосування в період карантину, та у місцевих радах.

#### Марафони «День виборів»
З 2019 року рух організував «День виборів». Також під час парламентської кампанії 2019 року, за зверненням руху, ЦВК вперше оприлюднила на офіційному сайті фото всіх кандидатів-мажоритарників у народні депутати. ГО відстежує, скільки голосів забирають недоброчесні техгології клонування та виявляє зв'язки клонів з реальними кандидатами.
Рух виявляє факти дочасної агітації, під час виборів моніторить процес агітації та співставляє витрати на агітацію із звітами кандидатів, відстежує використання технологій під час формування виборчих комісій.
2020 року, під час місцевих виборів, рух отримав офіційний статус спостерігача.

#### «Ні! виборам за законом Януковича»
ГО «Центр UA» висунула вимогу скасувати мажоритарну систему виборів. Для посилення адвокації виборчої реформи започатковано спільний проєкт з «Українською правдою» — «Вибори вибори»[ангажоване джерело].
Рух проаналізував Виборчий кодекс та дані результатів виборів і продовжує адвокацію виборчої реформи та компенсацію оплати праці депутатам місцевих рад[ангажоване джерело].

#### «ЧЕСНО. Фільтруй суд»
У 2016 році ГО «Центр демократії та верховенства права» розпочав кампанію ЧЕСНО.Фільтруй суд. Це кампанія громадського контролю, спрямована на активізацію суспільства задля очищення суддівських лав від недоброчесних суддів та утвердження справедливого суду в Україні. Започаткована майже одночасно із ухваленням змін до Конституції у частині правосуддя та нового закону про судоустрій та статус суддів. Під час кампанії учасники Руху ЧЕСНО розробили методологію з п'ятьма критеріями доброчесності та проаналізували діяльність суддів.

#### «Чесна весна— відповідальна осінь»
У 2015 році, під час місцевих виборів, Рух ЧЕСНО провів кампанію моніторингу роботи депутатів місцевих рад. Аналітики Руху аналізували відвідуваність депутатів обласних та міських рад в обласних центрах України і виявляли кандидатів на відкликання. Учасники Руху інформували політичні партії, які готували списки кандидатів на вибори восени, про роботу недоброчесних політиків місцевих рад і вимагали не висувати їх знову. Також була проведена інформаційна кампанія для виборців щодо процедури відкликання депутатів, які неякісно виконують представницьку функцію.
Після місцевих виборів кампанія моніторингу відвідуваності депутатів місцевих рад та інформування громадян про особливості процедури відкликання продовжилася.

#### «Стеж за грошима»
У 2015 році ініціатива «Активна Громада», у партнерстві з Рухом ЧЕСНО, проводила кампанію «Стеж за грошима», спрямовану на привернення уваги громадськості до фінансування політичних партій та моніторинг декларацій депутатів місцевих рад.

### Проєкти
- 2016 року створена онлайн-база даних ЧЕСНО.Фільтруй суд, яка містить інформацію про перевірку суддів на дотримання критеріїв доброчесності, аналіз їхніх декларації, родинних зв'язків, судових рішень, публікацій у ЗМІ[29].
- 2017 року відкрили ПолітХаб — базу даних про політиків України, які хоча би один раз були кандидатами на посади місцевих голів та депутатів місцевих рад. Він містить інформацію про понад 100 тис. політиків, понад 300 політичних партій, а для народних депутатів наявні функції щодо відвідування засідань ради чи комісії, «кнопкодавства», «гречкосійства» тощо.[30]
- У 2018 році розроблений на безкоштовній основі онлайн навчальний курс «Як обирати, аби не шкодувати».[31]
- Команда проєкту аналізує вплив Виборчого кодексу на формування нового складу органу місцевого самоврядування[32], роботу депутатів Київради[33], розробку нового проєкту генплану[34] та боротьбу із незаконним забудовами столиці[35].
- 2019 року рух відкрив перший «Музей політичного трешу» в Києві. Проєкт націлено на зміну політичної культури та збереження зразків агітації[36][37]. 2020 року, коли відбувалися місцеві вибори, такі музеї працювали у 8 регіонах України[38].
- 2021 року відкрито онлайн Музей агітації та політичного трешу, що має близько трьох тисяч експонатів[39]. Також відкрито «Школу комунікації» для голів громад, працівників рад та представників місцевого самоврядування.[40] Розроблено на безкоштовній основі онлайн навчальний курс «Журналістські розслідування, адвокація і протидія корупції у сфері екології».[41] Проведено громадський моніторинг вакцинації у співпраці зі Світовим банком та Міністерством охорони здоров'я[42].
- У березні 2022 року запустили Реєстр держZрадників. Проєкт створено для того, щоб політики, медійники, судді та правоохоронці, які шкодять державному суверенітету та територіальній цілісності України, були притягнуті до відповідальності. Свої матеріали про колаборантів Руху ЧЕСНО вже передало Національне агентство з питань запобігання корупції,[43] а також для перевірки інформації про потенційних учасників списку ЧЕСНО активно співпрацює з правоохоронними органами та громадськими організаціями, серед яких, зокрема, Антикорупційний штаб.

### Інструменти
- Золото партій — інструмент, який дозволяє відстежувати фінансові операції політичних партій[44].
- Поправки народних депутатів 9 скликання — інструмент, який дозволяє виявити зв'язки між депутатами та їх групами[45].
- Групи інтересів — інструмент дозволяє виявити, з ким народні депутати подають закони[46].
- ChesnoControl — чат-бот на платформі Telegram, який допомагає виборцям класифікувати порушення та одразу ж інформувати правоохоронні органи[47].
- ЧЕСНО про закони —  чат-бот на платформі Telegram, який допомагає за ключовими словами, комітетами відстежувати зміни у законодавстві[48].
- ЧЕСНО.Бюлетень для кандидатів у мери міст обласних центрів на виборах 2020 року[49].
- Кошик порівняння кандидатів у президенти 2019 року — інструмент, який створений для порівняння кандидатів у президенти[50].

## Судові справи
2015 року рух виграв суд у ексмера Ірпеня Володимира Карплюка. Він вимагав в судовому порядку спростувати статтю Ірини Федорів про партію «Нові обличчя» й доводив, що не був протеже покійного екснардепа Петра Мельника. Юридичний супровід забезпечувала Галина Чижик.
2021 року рух виграв суд у фірми «Донбас-Безпека», яка позивалася через публікацію Надії Сухої "Who is Тарас Костанчук. Що відомо про нове обличчя з бігбордів. У тексті журналісти посилалися на публікації та коментарі інших осіб, які зазначали, що «Донбас-Безпека» нібито була учасником неправомірних дій. Автори статті вказували, що компанія подібні звинувачення спростовувала. Більше того — у публікації міститься посилання на позицію охоронної фірми. Юридичний супровід забезпечував Масі Наєм[джерело?]. У липні 2021 року апеляційна інстанція залишила в силі рішення суду першої інстанції.
13 квітня 2021 року апеляційний суд підтвердив висновок суду першої інстанції про безпідставність позову народного депутата 8 скликання Вікторії Пташник, що звинувачувала рух у поширенні недостовірної інформації щодо її фінансової звітності як кандидатки в народні депутати за 179 округом (Харківщина) та зазіханні на її честь та гідність.

## Нагороди та перемоги у конкурсах
- У 2015 році координатор регіональної мережі Руху ЧЕСНО Ірина Федорів була одним із переможців у журналістському конкурсі як автор серії публікацій про збереження Біличанського лісу. Конкурс проводили за підтримки Євросоюзу та Світового банку[54].
- У 2016 році координатор кампанії «Стеж за грошима» Віта Думанська отримала спецвідзнаку на конкурсі «Стоп корупції» за роботу «Корупція має ім'я»[55].
- У 2019 році журналістка ЧЕСНО.Київ Олена Жежера отримала премію імені Василя Сергієнка за найкраще розслідування — «Забудова урочища Протасів Яр: сліди Корбана і мовчання Зеленського»[56]. А аналітик Олексій Півторак як автор статті «Аби тільки вибори, а гроші знайдуться» переміг у Всеукраїнському конкурсі журналістських історій на основі відкритих даних DataUp організованому Міністерством цифрової трансформації України у партнерстві з проєктом USAID.[57]
- У 2020 та у 2021 роках парламентський аналітик Оксана Ставнійчук, як авторка статті «Диявол у деталях: як поправки до законів гуртують нардепів за інтересами» та «Групи інтересів: з ким нардепи подають закони», перемагала у Всеукраїнському конкурсі журналістських історій на основі відкритих даних DataUp, організованому Міністерством цифрової трансформації України у партнерстві з проєктом USAID[58].
- У 2022 році організація стала фіналістом[59] Премії відповідальності Фонду родини Богдана Гаврилишина із темою про збереження Біличанського лісу. Ініціативу Руху підтримали Юрій Шухевич, Тарас Тополя, Ігор Кондратюк та інші відомі політики та представники шоу-бізнесу[60].